# CBHD
CBHD（シービーエッチディ、China Blue High Definition）とは、2007年9月に清華大学のOptical Memory National Engineering Research Center (OMNERC) によって発表された光ディスク規格のひとつ。発表当初はCH-DVD (China High Definition DVD)と呼称されていた。対応機器を3波長化することで従来のCDやDVDも使用できる。
2008年2月19日、HD DVD陣営の中心である東芝が全面的な撤退を発表したため、Blu-ray DiscがDVDの次世代光ディスク規格として実質的な世界標準となった。しかし、中国ではEVDなどかねてより中国独自の知的財産となり得る規格を模索しており、東芝のHD DVD撤退後の2008年3月にCH-DVDをCBHDに改称し、中国市場を中心に普及を推進している。

## 概要
CBHDはHD DVDやBlu-ray Discと同様にハイビジョン放送時代に対応するために開発されたディスクメディアの規格である。CBHDに使われるディスクメディアはCDやDVD同様、直径12cm、厚さ1.2mmのポリカーボネート製で、読み取りに使われる半導体レーザーは、CDやDVDの場合よりも波長の短い波長405nmの青紫色レーザーである。これにより記録層が高密度化され、大容量が確保されている。詳細はHD DVDやBlu-ray Discの項目を参照。
CBHDはHD DVDの物理規格に別の記録方式を乗せたもので、DVDフォーラムが当時の中国側の団体CHDA（China High-Definition DVD Industry Association）にライセンス供与し、最終的にCHDAが規格として作成した。規格の策定や製品化には東芝の技術供与やHD DVDを牽引してきた技術者の転籍が寄与しており、まったくの独自開発というわけではない。
HD DVDとの主な違いは変調方式、ビデオ圧縮とコピープロテクションなどである。これらの違いにより国外の特許に対する使用料支払いの削減とともに、中国として著作権侵害に強く対応できるとしている。尚、コピープロテクションでは独自のプロテクションの他に、HD DVDやブルーレイと同じAACS（Advanced Access Content System）の技術を用いることも可能となっている。実際、初期に導入されたものはAACS対応である。
CBHDの策定団体は当初CHDAであったが、赤色レーザを使った中国独自規格であるNVDが発売され、次世代DVDとして中国規格が2つ存在する事態となり、政府主導で2つの策定団体を統合する形でCHDIAが設立された。
CBHDのライセンスはBOC（Beijing Optical Consulting Co., Ltd）が行っている。
2009年5月にはプレイヤーの出荷が始まり、10月には国外への進出が報じられたが、TCL製プレイヤーの内部は以前東芝から発売されたHD DVDプレイヤーの転用であることが指摘されている。
しかし実際には、プレイヤーは普及することはなく、たとえばワーナーブラザーズは2010年までに映画ソフトを細々と発売するにとどまった。

## CBHDメディアの種類
CBHDは読み取り専用型のみ存在する。単層15GBと2層30GBがあり、導入当初中国タイトルは単層、ワーナータイトルは2層が多いようである。追記型のR、書き換え型のRWやRAMは規格自体が存在しないため当然販売されていない。ワーナーはハリー・ポッターシリーズやブラッド・ダイヤモンドを含むタイトルを提供し、約50〜70人民元で販売されている。
製造については、日本のメモリーテック株式会社の合弁会社である上海聯合光盤有限公司（UOD）が行うと発表した。
2010年以降、中国現地メーカの参入により、さらなる低価格化が予定されている。

### 規格
CBHD-ROM
読み取り専用のCBHD規格。12cm片面1層15GB / 片面2層30GB（記録型は未策定）

## ビデオフォーマット

### CBHD-Video
主に市販ビデオソフトを収録するために策定された規格。HD DVD-Video規格のCBHD版とも言えるものだが、中国政府が持つ独自技術のAVSで音声と映像のコーデックを施し、コピープロテクションなどではAACSの他、DKAAとよばれる不正コピー防止システムが採用されている。

#### 映像コーデック
- AVS-Video
- VC-1
- MPEG-4 AVCハイプロファイル

#### 音声コーデック
- AVSオーディオ
- ドルビーデジタル（AC-3）
- L-PCM

#### インタラクティブ機能
HD DVDではHDiとよばれる対話型操作機能が採用されたが、CBHDでは削除されている。

#### 著作権保護機構
DKAAにより不正コピーを防止し、著作権保護が強化されているとしている。中国独自方式DKAAにこだわったがAACSの使用も認めており、プレーヤは両方対応する。但し、AACS LAではHD DVDとCBHDで個別のキーを発行しており、AACSで保護されたHD DVDを視聴することはできない。

#### リージョンコード
リージョンコードによる制御は行われていない。

## 経緯
液晶に強いTCL、デジタル機器で攻勢をかける新科電子がプレーヤ、ワーナーと中国唱片総公司がコンテンツを販売開始した。

### 2007年
- 2月 - DVDフォーラムからC-HD DVD-ROM Part 1が発行され、PHYSICAL SPECIFICATIONSがHD DVD規格のVer.10となった。
- 9月 - OMNERCによりCHDAにCBHDとして物理規格が示される

### 2008年
- 1月 - DVDフォーラムからC-HD DVD-ROM Part 2およびPart 3が発行され、FILE SYSTEM Profile for ChinaとVIDEO Profile for China としてHD DVD規格のVer.10の規格が揃う。
- 8月8日 - 北京オリンピックが開催される
- 10月7日 - AACS LA がコンテンツとプレーヤで使用する暗号キーのCBHDでの使用認可[8]。

### 2009年
- 1月27日 - NVD販売開始
- 2月27日 - ワーナブラザーズがCBHDを支持、タイトル提供を発表[9]。
- 5月20日 - 新科電子CBHD-9100、TCL THBD-1008、タイトル販売開始。発売初期には特典としてワーナのタイトルを含む16枚のディスクが付属した。
- 4月30日 - メモリーテックが中国事業をさらに強化すると発表[10]。
- 9月18日 - ユニバーサル、ナショナルジオグラフィックがCBHDを支持、タイトル提供を発表[11]。
- 12月21日 - 新科電子がプレーヤライナップ強化。CBHDのタイトル数が100部達成[12]。

## 支持企業一覧
この支持表明企業リストは中国企業以外をリストした。

### ハードウェア・ソフトウェア関連企業
- メモリーテック
- NECエレクトロニクス

### エンタテインメント関連企業
- ユニバーサル・ピクチャーズ
- ワーナー・ブラザース
- ナショナルジオグラフィック